# Power Rangers Turbo
Power Rangers Turbo es el título de la quinta temporada de la franquicia Power Rangers, producida por Saban Entertainment, Renaissance Atlantic Entertainment y MMPR Productions en colaboración con Toei Company, y emitida en Fox Kids del 19 de abril al 24 de noviembre de 1997, constando de 45 episodios. Sucede en el argumento a Power Rangers Zeo, aunque los hechos que narran la sucesión entre esa temporada y esta se narran en la película Turbo: A Power Rangers Movie, de los cuales se hace un breve extracto en los primeros episodios de Power Rangers Turbo. En esta temporada se introduce el primer protagonista infantil de la serie, y también se produce a mitad de la misma el primer cambio integral de la mayoría de personajes del equipo, abandonando la serie la mayoría de actores que habían formado parte del reparto, en algunos casos desde la primera temporada de Mighty Morphin Power Rangers, incluyendo los personajes de Zordon y Alpha 5, que dejan de ser personajes regulares, aunque volverán a aparecer posteriormente de forma esporádica. Como otras temporadas de Power Rangers, toma parte de las escenas de la franquicia Super Sentai Series, en este caso de la temporada Gekisō Sentai Carranger, lo cual en esta ocasión causó ciertos problemas de adaptación, ya que Carranger, a diferencia de otras temporadas de Super Sentai, era una serie con una fuerte carga de comedia que no se adaptaba al tono más serio de Power Rangers. Aquello estuvo por causar la cancelación de la franquicia ya que Power Rangers Turbo tuvo bajos niveles de audiencia, sumándose también el fracaso de la película precuela de la serie: Turbo: A Power Rangers Movie. [cita requerida]

## Argumento
La serie comienza en el mismo punto donde concluye Turbo: A Power Rangers Movie. Rocky se recupera  de su lesión en la espalda, pero por razones laborales  decide abandonar para siempre el equipo y dejarle su puesto a Justin. Mientras que los chicos se enfrentan a su graduación y abandonan el instituto de Angel Grove, Divatox, clamando venganza contra los Rangers por estropear sus planes con Maligore, se dirige a la Tierra dispuesta a acabar con ellos y conquistar la Tierra de paso. Poco después de la graduación, Zordon anuncia que Lerigot ha regresado para darle por fin la libertad de su prisión en el agujero temporal, y junto con Alpha 5 se marcha a su planeta natal de Eltar. No tienen tiempo de lamentarse de la despedida cuando un nuevo robot, Alpha 6 y una nueva mentora, Dimitria, llegan para ayudarles a enfrentarse a Divatox y sus ataques de monstruos. Los Rangers veteranos, sin embargo, ya no son unos adolescentes, y deben con el tiempo dejar sus poderes de Power Rangers para seguir adelante con sus vidas, escogiendo ellos mismos a quienes serán sus sucesores, una nueva generación de Power Rangers, también estudiantes de Angel Grove, que proseguirá la lucha contra Divatox.

## Elenco y personajes

### Principales
- Johnny Yong Bosch como Adam Park/Green Turbo Ranger.
- Nakia Burrise como Tanya Sloan/Yellow Turbo Ranger.
- Blake Foster como Justin Stewart/Blue Turbo Ranger.
- Jason David Frank como Tommy Oliver/Red Turbo Ranger.
- Catherine Sutherland como Katherine "Kat" Hillard/Pink Turbo Ranger.
- Tracy Lynn Cruz como Ashley Hammond/Yellow Turbo Ranger II.
- Patricia Ja Lee como Cassie Chan/Pink Turbo Ranger II.
- Roger Velasco como Carlos Vallerte/Green Turbo Ranger II.
- Selwyn Ward como Theodore Jay "T.J." Johnson/Red Turbo Ranger II.
- Carol Hoyt y Hilary Shepard Turner como Divatox. Hoyt la interpretó los primeros 25 episodios de la serie debido a la maternidad de Shepard, Shepard la interpretó el resto de la temporada.
- Paul Schrier como Farkas "Bulk" Bulkmeier.
- Jason Narvy como Eugene "Skull" Skullovitch.
- Gregg Bullock como el Teniente Jerome Stone.

### Secundarios
- Carol Hoyt como Dimitria.
- Catherine Battistone como la voz de Alpha 6.
- Derek Stephen Prince como la voz de Elgar. Danny Wayne Stallcup estuvo detrás del traje del personaje.
- Lex Lang como la voz de Rygog. Ed Neil dio su voz para el personaje al inicio de la serie.
- Scott Page-Pagter como la voz de Porto.
- David Walsh como la voz del Centurión Azul.
- Alex Dodd como la voz del Phantom Ranger.
- Steve Cardenas como Rocky DeSantos.
- Richard Steven Horvitz como la voz de Alpha 5.
- Tom Wyner y Richard Cansino como la voz del General Havoc.

### Turbo Rangers
- Tommy Oliver/Red Turbo Ranger 1: Tras acabar la secundaria, comienza a trabajar como probador de vehículos de competición, al tiempo que su relación con Kat va avanzando poco a poco, cuando debe abandonar sus poderes. Tommy escoge a T.J por su valor a la hora de rescatarle de una de las tramas de Divatox. Como Red Turbo Ranger, su Zord es Destello Rojo.
- Adam Park/Green Turbo Ranger 1: Tras acabar la secundaria, ha encontrado trabajo como especialista de rodajes y también es entrenador del equipo de fútbol del instituto de Angel Grove al que pertenece Carlos a quien escoge como su sucesor cuando debe abandonar el poder. Como Green Turbo Ranger, su Zord es Trueno del Desierto.
- Tanya Sloan/Yellow Turbo Ranger 1: Tras acabar la secundaria, comenzó a trabajar como locutora de una emisora de radio local y además dio sus primeros pasos como cantante. Al abandonar su poder, escogió a Ashley, una de las animadoras del instituto de Angel Grove, como su sucesora. Como Yellow Turbo Ranger, su Zord es Estrella de las Dunas.
- Kat Hillard/Pink Turbo Ranger 1: Tras acabar la secundaria, comenzó a perseguir su sueño de convertirse en bailarina profesional de ballet. Al abandonar su poder, escogió a Cassie por el valor demostrado cuando ayudó a T.J a rescatarles de una trama de Divatox. Como Pink Turbo Ranger, su Zord es Cazador del Viento.
- Justin Stewart/Blue Turbo Ranger: Tras decidir que Rocky renuncia definitivamente sus poderes, el pequeño Justin de 12 años, se quedó de forma permanente en el equipo. Poco después de convertirse en Power Rangers, le dieron la noticia de que las pruebas de aptitud habían demostrado que era superdotado y eso le permitió ascender varios cursos de golpe y empezar a acudir al instituto de Angel Grove con los mayores de forma directa. Justin sufre constantemente por la ausencia de su padre. Como Blue Turbo Ranger, adquiere forma adulta al transformarse, y su Zord es Todoterreno Bombardero y luego el Sirena Bombardero.
- T.J Johnson/Red Turbo Ranger 2: T.J se dirigía junto a Cassie de camino a Angel Grove cuando se encontraron con Kat que estaba siendo atacada por los Pirañatrones. Por el valor que demostró al ayudarla y después al rescatar a Tommy, fue escogido como el nuevo líder de los Power Rangers, siendo el primer líder de raza afroamericana de la historia de la serie. Como Red Turbo Ranger, su Zord es el Destello Rojo y luego el Destello Termo de Fuego.
- Carlos Vallerte/Green Turbo Ranger 2: Se trata de un jugador de fútbol del equipo al que entrena Adam, quien tiene una buena amistad con él desde el principio y confía en sus capacidades. Por ese motivo y por la capacidad que demostró cuando le ayudó en una misión de rescate de civiles en un ataque de Divatox, fue escogido para sucederle en el poder. Se trata del primer Ranger de origen latino de la historia de la serie. Como Green Turbo Ranger su Zord, es el Trueno del Desierto y luego el Trueno Cargador.
- Ashley Hammond/Yellow Turbo Ranger 2: Se trata de una animadora de Angel Grove a quien Tanya escogió como sucesora por "su compasión y su integridad" demostrada durante la misión de rescate de civiles. Es la primera Yellow Ranger de raza caucásica de la historia de la serie. Como Yellow Turbo Ranger, su Zord es Estrella de las Dunas y luego el Corredor Estrella.
- Cassie Chan/Pink Turbo Ranger 2: Se trata de una mujer de carácter osado y sarcástico, una fachada que esconde su interior compasivo y amable. Fue escogida por Kat como nueva Pink Ranger por el valor que demostró al ayudarla a enfrentarse contra los Pirañatrones. Es la primera Pink Ranger de raza asiática de la historia de la serie. Como Pink Turbo Ranger, su Zord es el Cazador del Viento y luego el Rescate del Viento.
- Phantom Ranger: Se trata de un enigmático aliado cuya identidad nadie llega a conocer, que aparece para ayudar a los Rangers contra Divatox. Fue quien trajo a los Rangers los nuevos Rescue Zords cuando los Turbo Zords dejaron de ser suficiente. Parece sentir una cierta atracción hacia Cassie, por quien no duda en ponerse en peligro si es para proteger su seguridad y ella parece también sentir algo hacia él. Sin embargo, estos sentimientos jamás llegan a materializarse en nada serio.

### Aliados
- Dimitria: Se trata de una habitante del planeta Inquiris que se convierte en la sucesora de Zordon en el cargo de mentora cuando este se marcha de vuelta a Eltar. Al principio, como los demás habitantes de su planeta, se comunica únicamente mediante preguntas y acertijos para hacer que sean los Rangers mismos los que deduzcan las soluciones a las situaciones que se les presentan. Sin embargo, con el tiempo abandonará esta costumbre y comenzará a comunicarse de forma directa con ellos como Zordon lo hacía antes. Aunque se sugiere durante el transcurso de la serie que podría ser la hermana de Divatox, esta idea jamás llegó a concretarse del todo.
- Alpha 6: Es "el siguiente en una larga línea de Alphas", como él mismo se define al aparecer de una cabina de la Power Cámara tras la marcha de Zordon y Alpha 5. Posee un carácter muy diferente al de este último y una voz completamente distinta también, más grave y enérgica, aunque de apariencia es similar a Alpha 5.[Notas 1]
- Centurión Azul: Se trata de un oficial de policía robótico procedente del futuro. Llegó para advertir a Dimitria de una terrible amenaza que se aproximaba, pero Divatox borró el mensaje de su memoria antes de que pudiera entregarlo. Después, se quedó en la Tierra para ayudar en batalla a los Rangers.
- Bulk y Skull: Al principio, Bulk y Skull fueron readmitidos junto a Stone en la policía, pero en la primera misión se toparon de bruces con Elgar, quien les convirtió en un par de monos. En ese estado, podían hablar entre ellos, pero nadie más podía entenderles, lo que les frustraba pues no dejaban de pedir ayuda y los demás al desaparecer Bulk y Skull pensaron que se habían marchado de Angel Grove como habían sugerido ellos mismos la última vez que les habían visto con vida. Stone al ver a los monos les adoptó como mascotas y vivieron con él hasta que pudieron recuperar la forma humana gracias a un misil de Divatox, después de pasar un tiempo invisibles como efecto secundario. Tras su regreso, Stone comenzó a ayudarles a buscar trabajo, probando todo tipo de empleos de los que siempre eran despedidos al primer día. Con la nueva generación de Rangers, Bulk y Skull no llegaron a llevarse demasiado bien, salvo con T.J que fue el único que trabó buena amistad con ellos.
- Jerome Stone: Aunque al principio había vuelto a la policía, tras la desaparición de Bulk y Skull abandonó el cuerpo y sucedió a Ernie como encargado del Centro Juvenil cuando éste se marchó como voluntario a Sudáfrica.

### Arsenal
- Turbo Morpher: Es el dispositivo de transformación, de dos piezas. Por un lado un brazalete que se coloca en la muñeca, y por otro una llave, similar a la llave de Lerigot, que se introduce en una cerradura situada en la muñeca para iniciar la transformación, tras pronunciar la frase "Shift into Turbo".[Notas 2] Los Rangers antiguos invocaban a sus Zords para transformarse. La nueva generación dejó de hacer esto.
- Turbo Blaster: Es un arma básica de los Rangers, una pistola que siempre llevan consigo.
- Turbo Espada: Es la otra arma básica de los Rangers, una espada corta.

- Turbo R.A.M. : Es la unión de las cinco armas personales de los Turbo Rangers para formar un potente cañón.
  - Wind Fire: Es el arma personal de la Turbo Pink Ranger, un arco.
  - Thunder Cannon: Es el arma personal del Turbo Green Ranger, un bazooka.
  - Hand Blaster: Es el arma personal del Turbo Blue Ranger, unas pistolas.
  - Lightning Sword: Es el arma personal del Turbo Red Ranger, un florete.
  - Star Charges: El arma personal de la Turbo Yellow Ranger, un puño de acero.

- Láser Turbina: Un cañón especial para destruir a los enemigos.

### Vehículos
- Turbo Carts: Unos vehículos de transporte de los Turbo Rangers equipados con pistolas láser.
- Senturion Cycle: Es la motocicleta personal del Centurión Azul.
- Lightning Cruiser y Storm Blaster: Dos vehículos con vida propia que llegaron del espacio para ayudar a los Rangers.

### Zords
- Turbo Megazord: Es la unión de los cinco Turbo Zords básicos, con forma de coches gigantes.
  - Rayo Rojo: Es el Turbo Zord del Ranger Rojo, un deportivo.
  - Trueno del Desierto: Es el Turbo Zord del Ranger Verde, un monovolumen.
  - Estrella Duna: Es el Turbo Zord de la Ranger Amarillo, un utilitario.
  - Cazador del Viento: Es el Turbo Zord de la Ranger Rosa, un turismo.
  - Cañón Montaña: Es el Turbo Zord del Ranger Azul, un 4x4.

- Turbo Rescue Megazord: Es la unión de los Rescue Zords, unos Zords con forma de coches que además pueden asumir formas humanoides.
  - Lighting Fire Tamer: Es el Rescue Zord del Red Ranger.
  - Thunder Loader: Es el Rescue Zord del Green Ranger.
  - Star Racer: Es el Rescue Zord de la Yellow Ranger.
  - Wind Rescue: Es el Rescue Zord de la Pink Ranger.
  - Siren Blaster: Es el Rescue Zord del Blue Ranger.

- Robo Racer: Es el Zord del Centurión Azul. Tiene dos modos, uno de coche de policía y otro de robot.

- Turbo Artillatron: Es el Zord del Phantom Ranger, un Zord de gran tamaño que puede contener en su interior a los cinco Rescue Zords. Puede dividirse en tres vehículos, cada uno para dos Rescue Zords (y el tercero para el quinto) o montarse los tres vehículos en una sola torre robótica.

### Villanos
Los villanos de Power Rangers Turbo son la pirata espacial Divatox y sus secuaces, y su base es un submarino de alta tecnología.
- Divatox: Tras frustrar los Rangers los planes de Divatox sobre su boda con Maligore (véase Turbo: A Power Rangers Movie), Divatox jura venganza contra los Power Rangers, y los persigue hasta la Tierra, convirtiéndola en el blanco de sus ataques. Es una mujer de carácter extremadamente irascible con todo el mundo y muy vanidosa y con complejo de superioridad.

- Elgar: Es el sobrino de Divatox, que logró sobrevivir a las llamas del volcán al que esta le arrojó como sacrificio y regresó a su servicio. Es de carácter estúpido y atolondrado y suele estropear todos los planes que se le encomiendan.

- Rygog: Es el general del grupo de Divatox, que suele entrar en batalla directa y puede lanzar rayos por los ojos. Su punto débil es su armadura, ya que si se le tumba boca arriba, queda completamente vulnerable como una tortuga.

- Porto: Es el científico del grupo de Divatox, el encargado de fabricar monstruos y desarrollar armas y maquinaria. También suele ser él el que lanza los torpedos desde el submarino que hacen crecer a los monstruos.

- Pirañatrones: Son los soldados de campo de Divatox, unos hombres-pez con armadura ligera.

## Episodios
| Temporada | Temporada | Episodios | Episodios | Emisión original    | Emisión original        |
| Temporada | Temporada | Episodios | Episodios | Primera emisión     | Última emisión          |
| --------- | --------- | --------- | --------- | ------------------- | ----------------------- |
|           | Película  | Película  | Película  | 28 de marzo de 1997 | 28 de marzo de 1997     |
|           | 5         | 45        | 45        | 19 de abril de 1997 | 24 de noviembre de 1997 |

## Doblaje de Hispanoamérica
- Daniel Abundis como Tommy Oliver.
- Alfredo Leal como Justin Stewart.
- Rubén León como Adam Park.
- Pilar Escandón como Tanya Sloan.
- Laura Torres como Kat Hillard.
- Benjamín Rivera como T.J Johnson
- Carlos Hugo Hidalgo como Carlos Vallerte.
- Mayra Arellano como Ashley Hammomd.
- Rocío Prado como Cassie Chan.
- Alejandro Illescas como Centurión Azul.
- José García como Phantom Ranger.